# ادواردستون
ادواردستون (به انگلیسی: Edwardstone) یک روستا در بریتانیا است که در شهرستان سافک انگلستان واقع شده‌است. ادواردستون ۳۵۲ نفر جمعیت دارد.